# Entephria cineraria
Entephria cineraria är en fjärilsart som beskrevs av Leo Schwingenschuss 1880. Entephria cineraria ingår i släktet Entephria och familjen mätare. Inga underarter finns listade i Catalogue of Life.